# Élection présidentielle américaine de 1936 dans le Vermont
L'élection présidentielle américaine de 1936 dans le Vermont a lieu le 3 novembre 1936 comme dans les 47 autres États. Les électeurs vermontois choisissent des grands électeurs pour les représenter dans le collège électoral à travers un vote populaire. L'État du Vermont possède  en 1936 3 grands électeurs. L'État donne tous ses grands électeurs en faveur du candidat du Parti républicain, Alf Landon. 
Le candidat vainqueur de ce scrutin dans tout le pays sera néanmoins le président démocrate sortant, Franklin D. Roosevelt, qui entamera un second mandat à la présidence des États-Unis le 20 janvier 1937.